# Dicranoglossum panamense
Dicranoglossum panamense är en stensöteväxtart som först beskrevs av Carl Frederik Albert Christensen, och fick sitt nu gällande namn av L.D. Gómez. Dicranoglossum panamense ingår i släktet Dicranoglossum och familjen Polypodiaceae. Inga underarter finns listade.